# Australische Badmintonmeisterschaft 1950
Die Australische Badmintonmeisterschaft 1950 fand in Perth statt. Es war die neunte Austragung der Badmintontitelkämpfe von Australien.

## Titelträger
| Disziplin    | Sieger                                  |
| ------------ | --------------------------------------- |
| Herreneinzel | Allan McCabe                            |
| Dameneinzel  | Ethel Peacock                           |
| Herrendoppel | Allan McCabe Arthur McCabe              |
| Damendoppel  | Betty Barton-Jamieson Frederica McCorry |
| Mixed        | Cliff Cutt Ethel Peacock                |